# 布爾恰克-米哈伊利夫卡
48°34′11″N 39°31′0″E / 48.56972°N 39.51667°E
布爾恰克-米哈伊利夫卡（羅馬化：Burchak-Mykailivka）是位於烏克蘭東部的村莊，由盧漢斯克州盧漢斯克區的卢汉斯克市镇負責管轄。該村始建於1952年，面積0.57平方公里，海拔高度37米，2001年人口220，人口密度每平方公里386人。